# Gérard Harry
Gérard Harry (1856-1931) était un personnage de la place médiatique bruxelloise au XIXe siècle. Journaliste  libéral et ardent partisan de la cause coloniale, il fut directeur du journal L'Indépendance belge, puis fondateur et actionnaire d'un autre quotidien de la ville, le Petit Bleu du matin.

## Biographie
Le père de Gérard Harry, journaliste, était le correspondant parisien du premier journal illustré britannique : Illustrated London News, qui a inspiré la création du Petit Bleu du matin. Ses grands-pères paternel et maternel étaient imprimeurs de la Reine Victoria et lui ont transmis un vif intérêt pour la présentation d'un journal. Il étudia la typographie et la mécanique et introduisit en Belgique la première machine à composer les articles pour l'imprimerie.
Durant la guerre des Ashantis, son père était à Lisbonne, où il recevait d'Afrique de longues lettres, dont il télégraphiait le résumé à son journal. Il fut également, en 1870, le correspondant de guerre d'un syndicat de journaux comprenant le New York Herald, le Daily Telegraph britannique et L'Indépendance belge. Plusieurs années après, Gérard Harry devint à son tour correspondant à Paris, où il a grandi, du quotidien anglais le plus en vue de l'époque

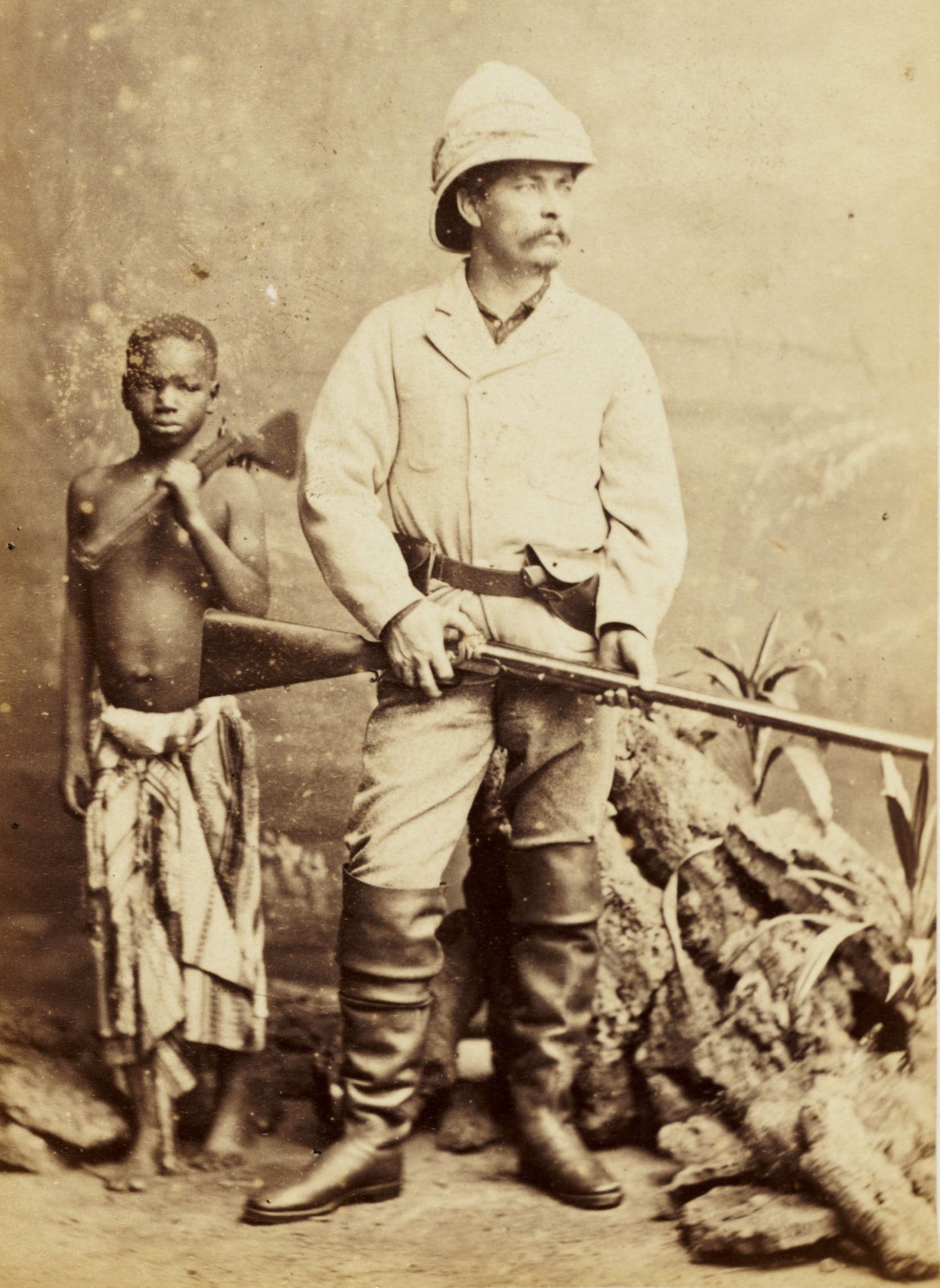
Henry Morton Stanley en 1872, six ans après, Gérard Harry décroche la première interview de l'explorateur à son retour du Congo

En 1876, Gérard Harry déménagea à Bruxelles pour devenir un des rédacteurs de L'Indépendance belge et correspondant d'un journal anglais. Trois ans plus tôt, la nouvelle de la mort de Livingstone aux abords du lac Bangweolo avait suscité un mouvement en faveur de l'Afrique centrale. Dans tous les grands pays d'Europe, on prépare l'envoi de missions. Léopold II convoque la Conférence de Bruxelles, qui réunira de nombreux explorateurs, les présidents des plus importantes sociétés de géographie, et des politiciens éminents. L'Association Internationale Africaine est créée et le "journalisme colonial" s'engouffre dans la brêche.
L'explorateur Henry Morton Stanley part à son tour pour le Congo, sponsorisé par le New York Herald américain. Il disparait à son tour, suscitant l'émotion. Henry Morton Stanley réapparait, le 9 août, malade, à bout de forces et de ressources mais venant de faire une découverte considérable. Il a reconnu le cours du fleuve Congo depuis le sud du Maniema jusqu'à l'Atlantique et ainsi "ouvert l'Afrique centrale à la civilisation". Le 25 janvier 1878, il arrive à Marseille, où deux émissaires du Roi des Belges l'approchent. Il va ensuite directement en Belgique, où Gérard Harry eut l'honneur de l'interviewer le premier. Le journaliste rédige rapidement un long article pour son journal, en télégraphie un résumé à l'Agence Havas, arrivant avant tous ses concurrents. Par la suite, l'explorateur lui propose la traduction de son livre : Cinq années au Congo.
En 1893, il décide de créer Petit Bleu du matin, quotidien à un sou imprimé sur papier bleuté, rédigé sur le modèle de la Petite presse, sous les auspices de sa maison-mère, L'Indépendance belge qui perd alors de nombreux lecteurs sur son concurrent L'Étoile belge. Il embauche dès ses débuts Elise Beeckman, l'une des premières femmes journaliste belge. Infatigable, il est rapidement surnommé « Harry Ier, empereur du Petit Bleu », publication qu'il rachète avec un groupe d'amis en 1898, au moment où des investisseurs parisiens prennent le capital de L'Indépendance belge.
Son journal veut "défendre les idées libérales et coloniales" car "la défense de l'œuvre coloniale est une des raisons même" de son existence. Dès septembre 1904, Gérard Harry accepte un "subside" du "Bureau de la presse de l'État Indépendant du Congo" : dix-huit mensualités de cinq cents francs. Pendant la Guerre des Boers, il manifeste des sympathies pour la cause Afrikaaner, défendues par le journal, malgré la stricte neutralité belge dans ce conflit. Le journal est racheté en 1910 par un homme d'affaires belge.
Devenu correspondant à Bruxelles du Figaro et de L'Illustration, Gérard Harry prévoit la guerre de 1914-1918 dans plusieurs articles, qui mettent la Belgique en garde.
L’Académie française lui décerne le prix Auguste-Furtado en 1914 pour son ouvrage Le miracle des hommes : Helen Keller.